# ドミニク・ラウヴァール
ドミニク・ラウヴァール（Dominique Lauvard、1949年8月30日 - ）はフランスの女性体操選手。1968年の夏季オリンピックの体操競技に6競技で出場した。 